# Ральф, эрл Херефорда
Ральф Трусливый (англ. Ralph the Timid; умер в 1057) — один из представителей высшей англосаксонской аристократии в середине XI века, эрл Херефордшира в 1051/1052—1057 годах.

## Биография
Ральф был сыном Дрого Мантского и Годгифу, сестры короля Англии Эдуарда Исповедника. Отец Ральфа был правителем Вексена, пограничной области между герцогством Нормандия и доменом короля Франции, и близким другом Роберта II, герцога Нормандии, предоставившим в 1016 году убежище жене английского короля Этельреда II и их детям. Герцог Роберт организовал брак Годгифу, дочери Этельреда, и своего соратника Дрого. Когда в 1042 году Эдуард Исповедник вернулся в Англию и стал королём, он пригласил к себе своего племянника Ральфа и предоставил ему обширные земельные владения и титул эрла.
В 1051 году Ральф со своими отрядами пришёл на помощь королю Эдуарду, запертому в Глостере мятежным эрлом Годвином. Несмотря на реставрацию Годвина в 1052 году, Ральф, ближайший родственник короля, сохранил свои позиции при дворе. После смерти Годвина в 1053 году произошло перераспределение английских графств между высшими аристократами королевства. Ральф получил бывшие владения Свена Годвинсона — Херефордшир и Оксфордшир.
Правление Ральфа в Херефордшире продолжалось недолго, но оставило заметный след в истории западной Англии. Ральф предпринял первую серьёзную попытку создать из Херефордшира укреплённую пограничную провинцию, охраняющую подступы из Уэльса вглубь Англии. Он старался преобразовать местное крестьянское ополчение (фирд) в регулярные пограничные отряды, выстроил замок в Херефорде и поощрял других северофранцузских рыцарей переселяться на приграничные земли для организации системы крепостей на путях в Уэльс. После нормандского завоевания система, созданная Ральфом, стала основой хорошо развитой структуры валлийских марок.
Важность работы в направлении по созданию укреплённой границы ярко проявилась в 1055 году, когда в Херефордшир вторглись войска короля Гвинеда и Поуиса Грифида ап Лливелина. Валлийцы разбили местное ополчение и сожгли Херефорд. Набег повторился в 1057 году. Эрл Ральф не смог организовать должного сопротивления, а вскоре сам скончался. После его смерти Херефордшир был передан Гарольду, эрлу Уэссекса, а Оксфордшир — Леофрику, эрлу Восточной Англии.

## Потомство
У Ральфа был сын Гарольд, возможно, названный в честь Гарольда Годвинсона. Он воспитывался сестрой последнего, королевой Эдитой; после нормандского завоевания он смог сохранить часть своих земель и стал предком владетелей Судели в Глостершире. Правнучка Гарольда Сибилла стала женой Роджера Клиффорда и предком баронов Клиффорд.